# 佩斯领导力业绩模型
佩斯领导力业绩模型是一个以财务业绩来区分领导者的领导力模型，它与关注领导者人格，行为技能和商业胜任力的两类传统领导力模型有着显著区别。该模型由泰德·普林斯博士于2002年至2006年间开发。

## 传统方法
传统的领导力模型主要基于人格或者行为学/胜任力方法。基于人格的方法扎根于20世纪初期流行的“伟人”理论，这些传统方法上的研究目的在于寻求区分领导者和追随者，卓越领导者和一般领导者的人格，其中典型例子包括迈尔斯类型指标 （MBTI人格理论） 、 基本人际关系取向行为（FIRO-B），以及像NEO人格量表修订版（NEO PI-R）或霍根人格问卷（HPI）这类基于人格结构五因素模型的评估工具。这些个性评估工具以标准心理学理论为基础，其目的在于衡量和显示个人人际关系和社交职能的程度。这些评估工具由心理学家设计，但这些工具却并非设计运用于若干年之后才出现的商业领导力评估（用于预测工作场所内心理职能的霍根领导力预测工具是一个例外）。
与之相反，行为学/胜任力方法主要针对商业环境设计，他们关注诸如愿景、执行力和毅力等个人管理竞争力。这些方法通常测量从60到100种竞争力不等，它们相应的知识遗产是一系列个体应该如何在特定工作中表现的职业指导，以及由哈佛教授、企业家大卫·麦克利兰的经典文章《测量胜任力而非智力》引出的对智力/能力测试的抨击。即使如今胜任力模型已经延伸到高级领导者层次，然而无论是上述提及的职业指导还是减低智力影响的方法都不是专门针对这个人群设计的，其中典型例子包括Lominger、Hay-McBehr、Personnel Decisions International和其他组织提供的胜任力模型。

## 概念

### 财务业绩
佩斯领导力业绩模型与上述模型的不同点在于其专注于商业业绩和特定的个人和领导者类型的联系。该模型以严谨的金融术语来定义“业绩”，将领导者的倾向性与其追逐的财务目标尤其是他们的领导力将会带来的财务价值和估值结果联系起来。
该模型指出由于该模型专注于组织和个人的财务业绩，所以它远远不同于其他传统模型。传统的个性和胜任力模型并没有像佩斯领导力业绩模型那样特定解释领导者和组织的财务表现。

### 财务特质
佩斯领导力业绩模型（PLOM）提出了个体财务特性这个概念，它称之为“财务特质”。财务特质被描述为一种每个人都拥有的一种本能倾向，它驱动着每个人在风险和报酬，亏损和盈利等情况下作出的判断行为。每个人都有一种具有显著特征的方法去处理这些情况，而这种特定的方法将对所有能产生财务影响的决策附加一个系统的，但不被察觉的偏向性。了解这个模型将有助于预测领导者的财务决策类型以及他们的财务决策将带来的财务影响，故凭借该模型可以预测和分析这些领导者对财务业绩、盈利能力以及他们运营的公司组织的财务价值以及市场估值产生的影响。于此同时，这些预测和分析可以延伸至团队和组织层次。 

### 财务使命
佩斯领导力业绩模型指出个人不能改变他们的财务特质，由于它是天生的，或者至少在较长的一段时间内是固定不变的。然而他们可以改变自身的财务使命，也就是他们在实际行为中如何表达自身的财务特性的方式。每个人能改变自身财务使命的程度都不同，大部分人可以作出一定改变，但只有少部分人可以做出巨大的变化。然而，只要一个组织的关键领导者们少量地改变财务使命，他们所在公司组织的财务业绩和市场价值亦会得到显著的改变。

### 业绩评估
佩斯领导力研究院提供一系列评估工具，其中包括揭示和测量个人财务特质的财务业绩评估（FOA），揭示个人如何提高财务使命和领导力业绩的主管业绩评估（EXOA）以及改善组织财务特质和财务使命的企业财务业绩评估（CFOA）。

### 行为金融学
PLOM代表了行为金融学和行为经济学领域中的一个全新方法。这两个领域以及其“经济非理性行为”核心假说主要是针对消费者，然而现在该领域内更多的方法已把这个假说延伸至少部分企业内作出投资决策的领导者。与其不同，PLOM的方法将这个“非理性行为”假设延伸至所有的企业主管和经理人，同时包括那些没有企业财务决策责任的领导者。

## 三大风格及九种财务特质类型
所有领导者在资源利用和价值增加的表现上，都可以归结为三种风格——盈余、赤字、混乱。

### 盈余风格 （价值中心型）
开拓者（HV/LR）：这种类型的表现是价值增加高、资源利用少，反映出极高的正盈余差。
赢利者（MV/LR）：这种类型由于价值增加高及资源利用适中，而产生正盈余差。
套利者（MV/LR）：适度的价值增加与少量的资源利用，形成的是正盈余差。

### 赤字风格 （资源中心型）
工业家（LV/HR）：价值增加低，加上资源利用过高，这种类型的领导者将创造出极度负面的盈余差。
交易商（LV/MR）：资源利用适中，但价值增加低，造成负盈余差。
整合者（MV/HR）：由于高资源利用与适度的价值增加而形成负盈余差。

### 混乱风格 （平衡型）
风投者（HV/HR）：高度的价值增加倾向与资源利用倾向，长期来看，这类领导风格将导致零盈余差。
平价商（LV/LR）：低度的价值增加倾向与资源利用倾向，长期来看，这类领导风格将导致零盈余差。
批发商（MV/MR）：中度的价值增加倾向与资源利用倾向，长期来看，这类领导风格将导致零盈余差。
领导者的成功在于其财务特质是否与组织文化互相配合。需要指出，财务特质本身没有好坏，企业发展的不同阶段需要属于不同财务特质的领导者，合理分配才是关键。

### 四种类型的合伙关系
合伙关系可能由具有不同的财务使命的人所组成，形成各种财务使命的混合体。根据合伙人的财务特质，可以定义出4种合伙关系，每种关系都具有不同的结果和内在运作过程。该模型将能判断团队是否能有建设性地工作和团队能否创造或者消耗资本。要运用这个模型，领导者必须清楚团队的财务使命并安排具有适当财务使命的团队来达到财务结果。

## 历史发展
PLOM在许多方面都是独创的，不过它与两个学术先驱有密切的关系。其中一个是著名的德国著名社会学家马克斯·韦伯，在其著作《新教伦理与资本主义精神》中，他曾把社会学和经济学因素联系起来，然而韦伯并没有进一步探讨行为和企业经济结果之间的关系。
另外一个先驱是上面提及过的哈佛心理学家大卫·麦克利兰。他在19世纪50年代发表的著作探讨了资本主义社会的崛起于创业行为之间的联系。其中，他在著名的《成就社会》一书中揭示了从希腊时期到近代存在的这些联系。不过，他的作品并没有模型化个人的创业行为和财务行为结构，也没有展示这些行为与企业财务业绩之间的联系。简而言之，他的研究主要针对社会，而不是企业。即使他的方法在当时具有重大影响，麦克利兰的方法并没有得到广泛延伸。直到行为金融学和行为经济学的出现引起了人们对这个领域的重新关注，而PLOM的研究反映了这一趋势。

## 验证
佩斯领导力研究院的研究是具有独创性的。基于自身统计数据的研究证明了财务特质和公司财务业绩之间的关系，然而，它亦需要更多其他的研究人员重复试验来做出最终确定性的验证。

## 引用资料和延伸阅读
The strictly financial component of PLOM is set out in the book “The Three Financial Styles of Very Successful Leaders: Strategic Approaches to Growth Drivers of Every Company” published by McGraw Hill in 2005 by E. Ted Prince. 
Other references are set out below.
- PLOM and Business Acumen （页面存档备份，存于）
- Prince, E. Ted "How to Make Human Resources More Relevant to Corporate Financial Objectives." Human Resource Management International Digest, Vol. 14 No 2, March 2006, pp 3–4.
- Prince, E. Ted The Three Financial Styles of Very Successful Leaders: Strategic Approaches to Identifying the Growth Drivers of Every Company, McGraw Hill, New York, August 2005.
- Prince, E. Ted "The Fiscal Behavior of CEOs" MIT Sloan Management Review, Spring 2005 vol. 46, no. 3, pp. 23–26.
- Kaiser, R. . Personnel Psychology: 233.   [2022-10-17]. ISSN 1744-6570. doi:10.1111/j.1744-6570.2006.00909_3.x. （原始内容存档于2022-10-18） （英语）.
- Mihaela Popa Chraif, "Review of the Three Financial Styles of Very Successful Leaders", Europe's Journal of Psychology, February 2006, https://web.archive.org/web/20060927065516/http://www.ejop.org/archives/2006/02/the_three_finan.html
- "The 3 Financial Styles of Very Successful Leaders", Business Book Review, http://www.businessbookreview.com （页面存档备份，存于）
- International Leadership Association Newsletter, September 2005, p. 5.http://www.ila-net.org/Members/ Newsletter/Sept2005Newsletter.pdf
- Harvard Business School Working Knowledge, November 7, 2005 http://hbswk.hbs.edu/book-review.jhtml?id=5073&t=all-book-reviews （页面存档备份，存于）
- Bass, B. M. (1990). Bass and Stogdill’s handbook of leadership (3rd ed.) New York: Free Press.
- McCelland, D. C. (1973). Testing for competence rather than for intelligence. American Psychologist, 28, 1–14 .
- McClelland, D. C. (1961) The achieving society. Princeton: Van Nostrand.
- Schacter, H., "'Financial signature' defines a leader", GlobeandMail.com, September 28, 2005 http://www.theglobeandmail.com/servlet/ArticleNews/TPStory/LAC/20050928/CABOOKS28/ TPBusiness/General
- International Leadership Association, Interview with E. Ted Prince on the Three Financial Styles of Very Successful Leaders, September 28, 2005 https://web.archive.org/web/20090813210433/http://www.academy.umd.edu/ila
- Workopolis.com Business Journal, September 28, 2005 http://transobj.workopolis.com/content/resource/news_and_views.html%5B%5D
- Small, V. "What to Look for in an Effective Leader", Regent Recruitment Newsletter, vol. 6, Winter 2005 https://web.archive.org/web/20060825024052/http://www.regentrecruitment.com.au/client_newsletter_vol6.htm
- Jacobs, M. "What is Your Financial Signature". Catalyst Magazine, July, 2005, https://web.archive.org/web/20071009185235/http://msg1svc.net/static/vadvisors/images/What_is_your_Financial_Signature.pdf
- Institute of Executive Development, June 23, 2005, Interview with Dr. E. Ted Prince, "The Three Financial Styles of Very Successful Leaders". http://www.execsight.org/events/viewArchive.php%5B%5D